# Joy Guilford
Joy Paul Guilford (ur. 7 marca 1897 w Marquette w stanie Nebraska, zm. 26 listopada 1987 w Nowym Jorku) – amerykański psycholog, pedagog i statystyk.

## Życiorys
W latach 1917–1924 studiował na University of Nebraska i tam też, w 1927 roku, został doktorem filozofii. Od 1927 do 1928 roku był adiunktem na Uniwersytecie w Kansas. W latach 1928–1940 pracował w macierzystej uczelni na stanowisku profesora. Od 1940 do 1967 roku był profesorem w Uniwersytetu Kalifornijskiego w Los Angeles. W czasie II wojny światowej (1942) rozpoczął pracę w wojskowych instytucjach mających na celu prowadzenie badań psychologicznych – prowadził m.in. badania na użytek lotnictwa wojskowego USA (do 1946).
W latach 1951–1970 był autorem projektu badań eksperymentalnych nad strukturą umysłu oraz twórczości. Na podstawie wyników opracował model morfologiczny struktury intelektu (SI), który był kombinacją 5 kategorii operacji, 5 kategorii treści i 6 kategorii wytworów, dających 150 zdolności elementarnych.

## Zainteresowania naukowe
Zainteresowania naukowe Joya Guilforda koncentrowały się wokół zagadnień pamięci i uwagi, zdolności i inteligencji, myślenia twórczego i temperamentu oraz statystyki pedagogicznej i psychologicznej. Jest współautorem ponad 25 książek, 30 testów oraz 300 artykułów w czasopismach.

## Wybrane publikacje
- Psychometric Methods (1936)
- General Psychology (1939)
- Fields of Psychology (1940)
- Fundamental Statistics in Psychology and Education (1942)
- Printed Classification Tests (1947)
- Prediction of Categories from Measurements (1949)
- Fourteen dimensions of temperament (współautor, 1950)
- The Structure of Intellect (1956)
- Personality (1959)
- The Nature of Human Intelligence (1967)
- The Analysis of Intelligence (współautor, 1971)

Źródła.